# 布魯斯湖站 (印地安納州)
布魯斯湖站（英語：Bruce Lake Station）是位於美國印地安納州富爾頓縣的一個非建制地區。該地的面積和人口皆未知。